# Rugged Island
Rugged Island (znana również jako: Isla Rugosa, Lloyds Island i Ragged Island) – wyspa  o rozmiarach 5 na 1,6 km leżąca na zachód od Wyspy Livingstona w archipelagu Szetlandów Południowych.
Wyspa Rugged odkryta została przez załogę statku Espirito Santo pod dowództwem kapitana Josepha Herringa. Wylądowano na niej w Boże Narodzenie 1819 w miejscu znanym dziś jako Hersilia Cove.